# Теодор Оберлендер
Теодор Оберлендер (нім. Theodor Oberländer; 1 травня 1905 — 4 травня 1998) — німецькій політик, військовик. Під час Другої світової війни був політичним керівником у батальйоні «Нахтігаль». Після війни, у 1953–1960 рр. обіймав міністерську посаду в уряді Федеративної республіки Німеччини.

## Біографія
Теодор Оберлендер народився 1 травня 1905 року у м. Майнінген, тогочасній Німецькій імперії. Після закінчення школи навчався в університеті у Мюнхені, спеціалізувався по сільському господарству. Пізніше навчання продовжив у Гамбурзі і Берліні. Був автором декількох праць з сільського господарства. На початку 1930-х років працював спостерігачем на Кубані і в Казані на проектах спільного військового співробітництва Німеччини та Радянського Союзу.
У 1923 році Оберлендер підтримав Гітлера під час його спроби захопити владу у 1923 році. Пізніше, у 1933 р. став членом нацистської партії. У 1933 році обійняв посаду професора аграрної політики в університеті Данцига. Однак вже через чотири роки, у 1938 році пішов на службу до Вермахту, де спеціалізувався на східній політиці Німеччини.
Під час Другої світової війни був офіцером зв'язку та політичним керівником у батальйоні «Нахтігаль», який складався з українців. Пізніше також служив у складі німецьких військ на Кавказі та офіцером зв'язку в штабі командувача РОА генерала Андрія Власова. Після поразки Німеччини у війні здався в полон американським військам.
Після війни, зокрема у 1950-х роках цікавився політикою, обіймав посади у Баварії. У 1953 році Оберлендера було обрано до Бундестагу, де він приєднався до уряду Конрада Аденауера і 20 жовтня того ж року його було призначено міністром у справах біженців.
У 1960 році почалася скоординована акція КДБ з дискредитації Оберлендера, якого звинувачували у вбивствах євреїв та польських професорів влітку 1941 р. у Львові разом з вояками батальйону «Нахтігаль». Член політбюро Соціалістичної єдиної партії Німеччини і професор Берлінського університету Альберт Норден звинуватив Оберлендера та всіх військовиків батальйону Нахтігаль у військових злочинах. В НДР швидко зібрали потрібні свідчення, спогади і видрукували книгу «Правда про Оберлендера», 1960 року вийшов документальний фільм Вальтера Гайновскі «Убивство у Львові» (Mord in Lwow). Того ж року Верховний Суд Німецької Демократичної Республіки засудив його заочно до довічного ув'язнення. Однак пізніше, після падіння СРСР з'явилися документи, які вказували на сплановану спробу фальсифікації документів та дискредитації Оберлендера, а через нього і всього тогочасного німецького уряду. У своєму власному розслідуванні 26 вересня 1960 року суд Бонна, визнавши представлені докази непереконливими, виправдав Оберлендера та відкинув всі звинувачення проти нього.
Після 1961 року не займався федеральною політикою, працював у громадських об'єданнях, займався науковою діяльністю. У 1962 році звинувачувався радянською владою у вбивстві Степана Бандери на противагу тому, що відбувається суд над Богданом Сташинським.
У 1966 році прокуратура Гамбурга на прохання уряду ПНР провела нове слідство у справі вбивства польських громадян у Львові 3 — 4 липня 1941 року. Було встановлено, що злочин здійснили за наказом бригаденфюрера СС Шенгарта. Оберлендер і батальйон «Нахтігаль» були реабілітовані.
Теодор Оберлендер помер 4 травня 1998 року у Бонні.

## Сім'я
- Син: Ервін Оберлендер

## Нагороди
- Золотий партійний знак НСДАП
- Орден «За заслуги перед Федеративною Республікою Німеччина», великий хрест із зіркою та плечовою стрічкою
- Баварський орден «За заслуги» (1986)